# Prokelisia constricta
Prokelisia constricta är en insektsart som först beskrevs av Crawford 1914.  Prokelisia constricta ingår i släktet Prokelisia och familjen sporrstritar. Utöver nominatformen finns också underarten P. c. minuta.